# Abner Zwillman
Abner „Longy“ Zwillman (* vermutlich 27. Juli 1904 in Newark, New Jersey; † 27. Februar 1959 in West Orange, New Jersey) war ein US-amerikanischer Mobster aus dem Umfeld der so genannten „Kosher Nostra“.

## Biografie
Zwillman wurde als Sohn einer jüdischen Familie geboren. Das Geburtsjahr ist unklar, man findet auch z. B. das Jahr 1899; auf seinem Grabstein wurde jedenfalls das Jahr 1904 eingearbeitet.
Nach dem Tod seines Vaters 1918 war er gezwungen, zur Unterstützung seiner Familie die Schule abzubrechen. Um mehr Geld zu verdienen, zog er in die etwas bessere Wohngegend von Clinton Hill und begann mit dem Verkauf von Lotterielosen an die Einwohner. Er entdeckte bald sein Geschäftstalent und organisierte den Vertrieb über lokale Kleinhändler. 1920 hatte er, auch mit Hilfe von Schlägern, den größten Teil davon unter seine Kontrolle gebracht.
Nach der Einführung der Prohibition begann er mit dem Schmuggel von Whisky aus Kanada, den er mit gepanzerten Lastkraftwagen aus US-Armeebeständen des Ersten Weltkrieges nach New Jersey transportierte. Damit war er ein wichtiges logistisches Bindeglied innerhalb der von Arnold Rothstein initiierten Seven Group, die den größten Teil des illegalen Marktes unter sich aufteilte. Den Erlös aus diesen Aktivitäten investierte er in andere Geschäftsfelder. Er stieg groß ins illegale Glücksspiel und die Prostitution ein, die er durch legale Aktivitäten tarnte. So gehörten ihm bald auch einige der bekanntesten Clubs und Restaurants. Ende der 1920er Jahre erzielte er bereits ein Einkommen von ca. 2 Millionen US-Dollar pro Jahr.
1929 half Zwillman beim Zustandekommen der so genannten „Cleveland Conference“, bei der sich zum ersten Mal jüdische und italienische Mafiosi trafen, woraus quasi eine 'Vermittlungskommission' („Mafia Ruling Commission“) und vermutlich auch die Grundlage für das „National Crime Syndicate“ entstand. Es trat im Folgejahr erstmals zusammen. Nach dem Tod von Dutch Schultz im Jahre 1935 übernahm Zwillman dessen illegale Aktivitäten, und seitdem begann die Presse ihn als „Al Capone von New Jersey“ zu bezeichnen. Vermutlich kontrollierte er über 20 Jahre lang die Lokalpolitik in Newark.
Während der 1940er Jahre kontrollierte er mit seinem Partner Willie Moretti – insbesondere über seinen Nachtclub „The Palisades“ – die Glücksspielszene. 1946 erwarb er zusammen mit Joe Reisfeld die Firma Sommerset Importers von Joseph P. Kennedy. Joseph P. Kennedy, Patron des Kennedy-Clans wollte sich von seinen Alkohol-Aktivitäten trennen, um die politische Karriere seiner Söhne Robert und John F. Kennedy durch sein potenziell schlechtes Image nicht zu gefährden, da illegale Aktivitäten während der Prohibitionszeit an die Öffentlichkeit hätten treten können.
1959 sollte er vor dem „McClellan“-Ausschuss des Senats aussagen und hatte bereits eine Vorladung dazu erhalten. Am 27. Februar 1959 wurde er jedoch in West Orange erhängt aufgefunden. Seine Handgelenke wiesen Spuren auf, die eine Fesselung nahelegten. Deshalb ging die Polizei von einem Mord aus. Einige Spekulationen sehen Vito Genovese als Auftraggeber des Mordes, andere glauben, letztlich habe Meyer Lansky den Mord angeordnet. Dieser habe befürchtet, der in die Jahre gekommene Zwillman habe beschlossen, ein Informant der Regierung zu werden.

## Filme und Filmzitate
- 1999 wurde Zwillman im US-amerikanischen Film Meyer Lansky – Amerikanisches Roulette von James Harper verkörpert.